# Davidiirosor
Davidsrosor (Rosa Davidii-gruppen), en grupp rosor med ursprung i Fader Davids ros (R. davidii). Gruppen är liten och består uteslutande av buskrosor med vildros-karaktär.

## Sorter
'Fenja' (Petersen 1965)
'Syvdal' (A. Olsen)